# La Tèrmica de Roca Umbert
La Tèrmica de Roca Umbert és el sector que proveïa d'energia elèctrica i vapor a l'antiga Fàbrica Roca Umbert de Granollers des de principis de la dècada de 1950 fins al 1992, any en què es va tancar definitivament. Generava energia elèctrica a partir de la crema de combustibles fòssils, inicialment carbó, i finalment fueloil o gas natural. Es tracta d'un dels edificis de la seva classe en millor estat de conservació a Catalunya. Actualment funciona com a museu industrial integrada dins l'equipament Roca Umbert Fàbrica de les Arts i pertany a la Xarxa de Turisme Industrial de Catalunya.

## Edifici
L'edifici està dividit en diversos espais diferenciats:
- La secció de generació de vapor on es troben dues calderes de les cases Garbé i Babcock & Wilcox.
- La secció de generació d'electricitat on hi ha tres generadors de la casa AEG que produïen un total de 775 kW de potència elèctrica que s'utilitzaven per moure la maquinària tèxtil de la fàbrica.
- La secció de processament d'electricitat en el qual es troben els transformadors i a partir d'on es feia la distribució de l'electricitat a la resta de la fàbrica.
- El refrescador, que s'encarregava de recollir el vapor residual del procés i transformar-lo en aigua per poder ser reutilitzat.

## Espai Museístic

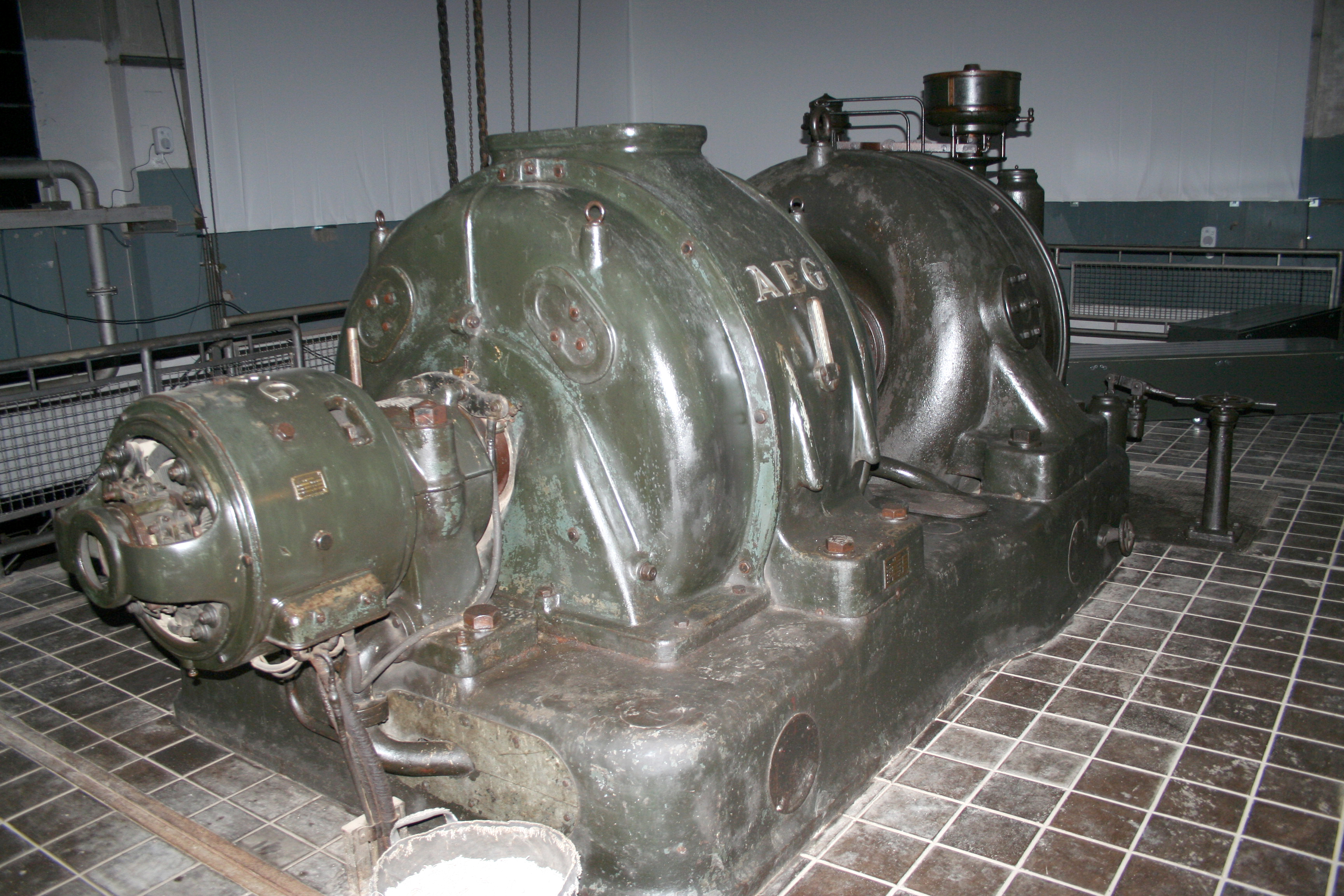
Alternador de la casa AEG de 625 kW de potència que estava connectat a la sortida de vapor de la primera caldera.

Després de ser restaurat l'espai va ser oficialment inaugurat com a museu el 15 de novembre de 2014. El seu objectiu és divers: museu del tèxtil, centre de recuperació de la memòria històrica de la fàbrica i espai de reflexió sobre el consum responsable d'energia.
El museu permet visitar les calderes i la maquinària de generació d'energia originals de la Tèrmica, en perfecte estat de conservació. Durant la visita es tracten diferents temes:
- En la primera secció, a l'entrada, se situa el visitant dins el context històric en el qual va funcionar la fàbrica Roca Umbert. En ell es repassa el seu naixement, els anys d'esplandor i el final tancament de l'empresa.
- En la sala de màquines es descriu el funcionament d'aquest tipus d'equipaments. En ell es mostra com la caldera utilitzava l'energia tèrmica obtinguda de la crema de combustibles fòssils per convertir l'aigua en vapor.
- La tercera part, en la sala de generació d'energia, es pretén fer una reflexió sobre el consum d'energia en la nostra societat i s'explica el canvi de paradigma basat en l'eficiència que hauria de marcar el nostre futur.

## Projecte de recuperació de la memòria històrica
L'any 2005 es posà en marxa el projecte Recuperació de la memòria històrica que vol recollir tot el material històric relacionat amb la fàbrica Roca Umbert i convertir la Tèrmica en un museu que faci el paper de centre de documentació del passat industrial de la ciutat i la seva població. Aquest projecte inclou quatre línies de treball:
- Les veus de la fàbrica: És un recull d'entrevistes a treballadors i treballadores de la fàbrica Roca Umbert.
- Treballs de recerca: Treballs realitzats per estudiants de secundària sobre temàtica relacionada amb la tecnologia i la història de la fàbrica.
- Galeries d'imatges del passat: Recull de fotografies antigues de la fàbrica i la seva gent,cedides els mateixos treballadors.
- Fons documental: Un recull de tota la documentació relacionada amb l'empresa, sigui la que va quedar en la fàbrica un cop tancada o bé cedida pels seus treballadors.

## Història

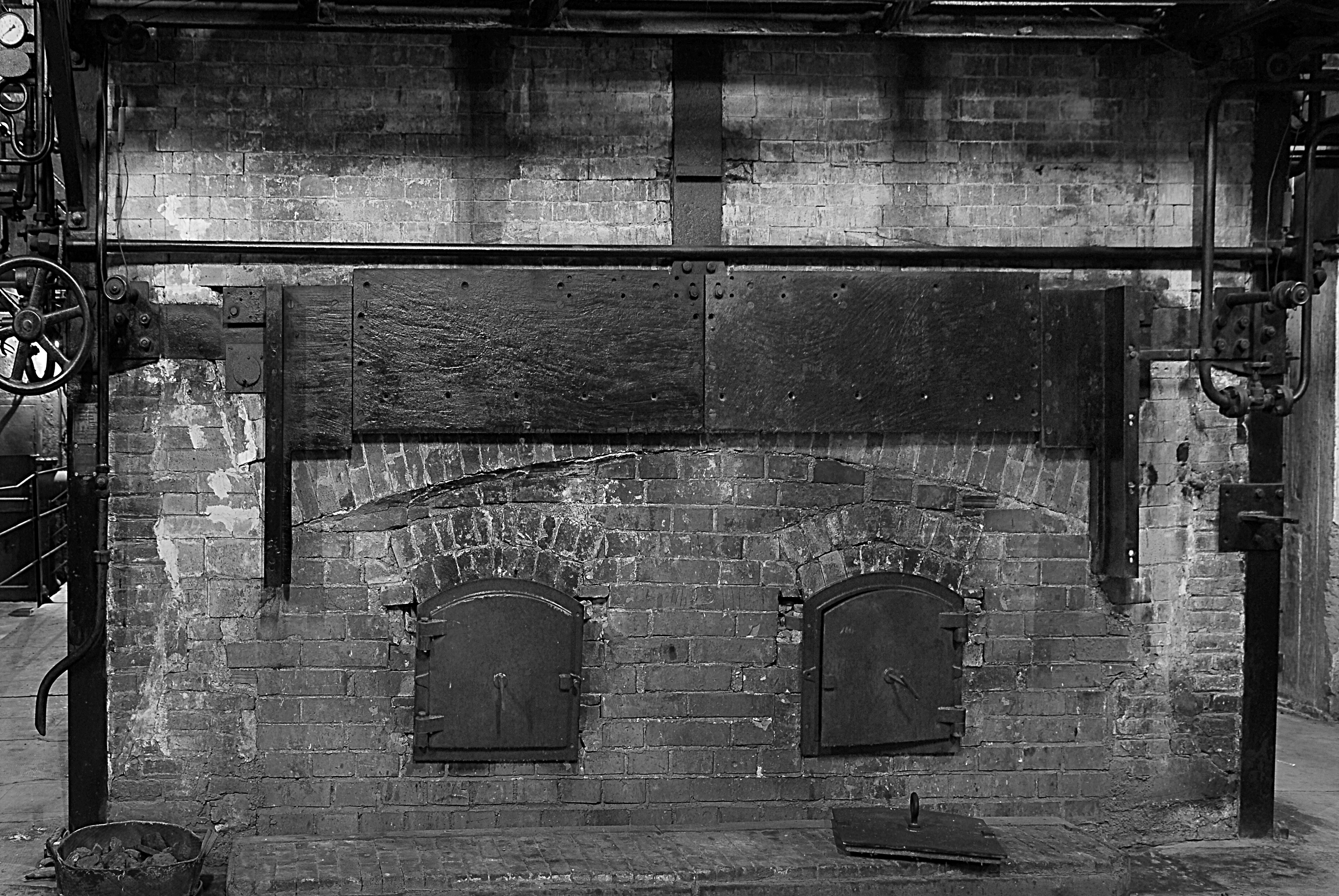
Portes d'introducció del carbó de la primera caldera de la Tèrmica de la casa Gerbe, construïda l'any 1951.

L'economia autàrquica de l'Espanya de mitjans de segle feia poc fiable el proveïment d'energia a través de la xarxa elèctrica convencional. Això va fer que l'any 1951, els propietaris construïssin un edifici que pogués proveir d'energia a tota la fàbrica per no haver de parar la fabricació en els moments de restricció.
Inicialment contenia tan sols una caldera de la casa Garbe que, unida a un generador de 625 kW proveïa de vapor i electricitat tota la fàbrica. A partir de l'any 1960 es va construir una segona caldera de la casa Babcock & Wilcox que permeté generar fins a 775 kW de potència elèctrica i permetia recuperar millor el vapor sobrant, deixant la primera caldera tan sols per a generar vapor.
Els primers anys funcionava a partir de carbó, però a mitjans dels anys 70 es van fer modificacions perquè pogués funcionar a partir de fueloil.

## La Tèrmica i l'Art
La Tèrmica de Roca Umbert ha motivat diferents treballs artístics:
El 24 de desembre de 2005 el fotògraf Xavier Mañosa va presentar una sèrie de fotografies realitzades a la Tèrmica titulada El pas del temps en la qual l'autor pretenia fer una reflexió personal sobre aquest tema veient el seu efecte sobre la Tèrmica. El treball fotogràfic va ser guardonat amb el premi Lux que atorga l'associació de fotògrafs professionals.
El 20 d'abril de 2006 fou inaugurat el treball de Jordi Ribó titulat Insinuacions. Consistia en una sèrie de fotografies fetes dins de la Tèrmica en les quals l'autor, jugant amb la llum, pretenia transportar l'espectador a llocs imaginaris com un celler de vi, una destil·leria o la Guerra de les Galàxies.
Al mes de novembre de 2014 i al mes d'abril de 2015 el Col·lectiu dels Silencis van representar a la Tèrmica i als carrers adjacents de la Fàbrica l'obra de teatre sensorial "Els tres silencis" centrada en els records i les històries dels treballadors de la fàbrica. Van passar per les diferents sessions que es van fer a prop de 400 persones.
El dia 17 de juliol de 2015 el Col·lectiu dels Silencis van representar l'obra de teatre sensorial "La Caravana de la memòria" que consistia en una visita teatralitzada per les instal·lacions de la Tèrmica. Hi van assistir més de 100 persones.
Tant "Els tres silencis" com "La Caravana de la memòria" estaven coordinats per Nelson Jara i Eva Pérez.